# Campionati mondiali di biathlon 2016
I Campionati mondiali di biathlon 2016 si sono svolti a Oslo Holmenkollen, in Norvegia, dal 3 al 13 marzo. Tutte le gare erano valide anche ai fini della Coppa del Mondo 2016.

## Risultati

### Uomini

#### Sprint 10 km
| Pos. | Atleta               | Nazione  | Tempo   |
| ---- | -------------------- | -------- | ------- |
| 1    | Martin Fourcade      | Francia  | 25:35,4 |
| 2    | Ole Einar Bjørndalen | Norvegia | 26:02,3 |
| 3    | Serhij Semenov       | Ucraina  | 26:03,0 |
| 4    | Johannes Thingnes Bø | Norvegia | 26:10,9 |
| 5    | Dominik Windisch     | Italia   | 26:14,9 |
| 6    | Evgenij Garaničev    | Russia   | 26:15,8 |
| 7    | Arnd Peiffer         | Germania | 26:17,5 |
| 8    | Simon Schempp        | Germania | 26:19,2 |
| 9    | Dominik Landertinger | Austria  | 26:21,4 |
| 10   | Vladimir Iliev       | Bulgaria | 26:27,6 |

5 marzo

#### Inseguimento 12,5 km
| Pos. | Atleta                 | Nazione  | Tempo   |
| ---- | ---------------------- | -------- | ------- |
| 1    | Martin Fourcade        | Francia  | 32:56,5 |
| 2    | Ole Einar Bjørndalen   | Norvegia | 33:16,6 |
| 3    | Emil Hegle Svendsen    | Norvegia | 33:27,7 |
| 4    | Johannes Thingnes Bø   | Norvegia | 33:34,8 |
| 5    | Jakov Fak              | Slovenia | 33:38,4 |
| 6    | Simon Desthieux        | Francia  | 33:39,4 |
| 7    | Erik Lesser            | Germania | 33:39,8 |
| 8    | Serhij Semenov         | Ucraina  | 33:46,5 |
| 9    | Anton Šipulin          | Russia   | 33:56,4 |
| 10   | Quentin Fillon Maillet | Francia  | 33:56,5 |

6 marzo

#### Partenza in linea 15 km
| Pos. | Atleta               | Nazione     | Tempo   |
| ---- | -------------------- | ----------- | ------- |
| 1    | Johannes Thingnes Bø | Norvegia    | 37:05,1 |
| 2    | Martin Fourcade      | Francia     | 37:07,9 |
| 3    | Ole Einar Bjørndalen | Norvegia    | 37:11,8 |
| 4    | Dominik Windisch     | Italia      | 37:24,9 |
| 5    | Arnd Peiffer         | Germania    | 37:25,0 |
| 6    | Tarjei Bø            | Norvegia    | 37:26,9 |
| 7    | Jakov Fak            | Slovenia    | 37:27,0 |
| 8    | Serhij Semenov       | Ucraina     | 37:36,7 |
| 9    | Anton Šipulin        | Russia      | 37:46,1 |
| 10   | Lowell Bailey        | Stati Uniti | 37:46,8 |

13 marzo

#### Individuale 20 km
| Pos. | Atleta               | Nazione   | Tempo   |
| ---- | -------------------- | --------- | ------- |
| 1    | Martin Fourcade      | Francia   | 49:13,9 |
| 2    | Dominik Landertinger | Austria   | 49:19,0 |
| 3    | Simon Eder           | Austria   | 49:28,3 |
| 4    | Johannes Thingnes Bø | Norvegia  | 50:11,1 |
| 5    | Michal Krčmář        | Rep. Ceca | 50:30,3 |
| 6    | Jakov Fak            | Slovenia  | 50:54,3 |
| 7    | Erik Lesser          | Germania  | 51:08,6 |
| 8    | Evgenij Garaničev    | Russia    | 51:18,5 |
| 9    | Andreas Birnbacher   | Germania  | 51:25,8 |
| 10   | Simon Fourcade       | Francia   | 51:32,3 |

10 marzo

#### Staffetta 4x7,5 km
| Pos. | Nazione     | Atleti                                                                  | Tempo     |
| ---- | ----------- | ----------------------------------------------------------------------- | --------- |
| 1    | Norvegia    | Ole Einar Bjørndalen Tarjei Bø Johannes Thingnes Bø Emil Hegle Svendsen | 1:13:16,8 |
| 2    | Germania    | Erik Lesser Benedikt Doll Arnd Peiffer Simon Schempp                    | 1:13:28,3 |
| 3    | Canada      | Christian Gow Nathan Smith Scott Gow Brendan Green                      | 1:13:40,2 |
| 4    | Austria     | Sven Grossegger Simon Eder Julian Eberhard Dominik Landertinger         | 1:14:10,3 |
| 5    | Rep. Ceca   | Michal Krčmář Jaroslav Soukup Ondřej Moravec Michal Šlesingr            | 1:14:23,2 |
| 6    | Russia      | Maksim Cvetkov Evgenij Garaničev Anton Babikov Anton Šipulin            | 1:14:23,2 |
| 7    | Svezia      | Torstein Stenersen Jesper Nelin Peppe Femling Fredrik Lindström         | 1:14:23,4 |
| 8    | Stati Uniti | Lowell Bailey Leif Nordgren Tim Burke Sean Doherty                      | 1:14:44,1 |
| 9    | Francia     | Simon Fourcade Simon Desthieux Quentin Fillon Maillet Martin Fourcade   | 1:15:14,5 |
| 10   | Svizzera    | Jeremy Finello Serafin Wiestner Benjamin Weger Mario Dolder             | 1:15:22,6 |

12 marzo

### Donne

#### Sprint 7,5 km
| Pos. | Atleta               | Nazione     | Tempo   |
| ---- | -------------------- | ----------- | ------- |
| 1    | Tiril Eckhoff        | Norvegia    | 21:10,8 |
| 2    | Marie Dorin          | Francia     | 21:25,8 |
| 3    | Laura Dahlmeier      | Germania    | 21:30,6 |
| 4    | Gabriela Soukalová   | Rep. Ceca   | 21:48,6 |
| 5    | Dorothea Wierer      | Italia      | 21:49,0 |
| 6    | Mona Brorsson        | Svezia      | 21:54,7 |
| 7    | Veronika Vítková     | Rep. Ceca   | 21:56,8 |
| 8    | Susan Dunklee        | Stati Uniti | 21:59,0 |
| 9    | Kaisa Mäkäräinen     | Finlandia   | 21:59,3 |
| 10   | Franziska Hildebrand | Germania    | 22:01,7 |

5 marzo

#### Inseguimento 10 km
| Pos. | Atleta               | Nazione     | Tempo   |
| ---- | -------------------- | ----------- | ------- |
| 1    | Laura Dahlmeier      | Germania    | 30:49,2 |
| 2    | Dorothea Wierer      | Italia      | 31:37,5 |
| 3    | Marie Dorin          | Francia     | 31:46,5 |
| 4    | Franziska Hildebrand | Germania    | 31:51,0 |
| 5    | Olena Pidhrušna      | Ucraina     | 32:07,8 |
| 6    | Franziska Preuß      | Germania    | 32:08,2 |
| 7    | Kaisa Mäkäräinen     | Finlandia   | 32:29,2 |
| 8    | Veronika Vítková     | Rep. Ceca   | 32:31,7 |
| 9    | Julija Džyma         | Ucraina     | 32:37,4 |
| 10   | Susan Dunklee        | Stati Uniti | 32:41,7 |

6 marzo

#### Partenza in linea 12,5 km
| Pos. | Atleta             | Nazione     | Tempo   |
| ---- | ------------------ | ----------- | ------- |
| 1    | Marie Dorin        | Francia     | 35:28,5 |
| 2    | Laura Dahlmeier    | Germania    | 35:35,8 |
| 3    | Kaisa Mäkäräinen   | Finlandia   | 35:36,6 |
| 4    | Gabriela Soukalová | Rep. Ceca   | 35:59,4 |
| 5    | Anaïs Bescond      | Francia     | 36:07,7 |
| 6    | Veronika Vítková   | Rep. Ceca   | 36:11,2 |
| 7    | Marte Olsbu        | Norvegia    | 36:12,4 |
| 8    | Franziska Preuß    | Germania    | 36:12,7 |
| 9    | Fanny Horn         | Norvegia    | 36:19,6 |
| 10   | Nadzeja Skardzina  | Bielorussia | 36:20,5 |

13 marzo

#### Individuale 15 km
| Pos. | Atleta               | Nazione   | Tempo   |
| ---- | -------------------- | --------- | ------- |
| 1    | Marie Dorin          | Francia   | 44:02,8 |
| 2    | Anaïs Bescond        | Francia   | 44:15,0 |
| 3    | Laura Dahlmeier      | Germania  | 45:20,6 |
| 4    | Veronika Vítková     | Rep. Ceca | 45:29,6 |
| 5    | Gabriela Soukalová   | Rep. Ceca | 45:39,6 |
| 6    | Franziska Hildebrand | Germania  | 45:40,5 |
| 7    | Krystyna Pałka       | Polonia   | 45:42,2 |
| 8    | Dorothea Wierer      | Italia    | 45:46,1 |
| 9    | Iryna Varvynec'      | Ucraina   | 45:59,1 |
| 10   | Alexia Runggaldier   | Italia    | 46:00,3 |

9 marzo

#### Staffetta 4x6 km
| Pos. | Nazione    | Atlete                                                                   | Tempo |
| ---- | ---------- | ------------------------------------------------------------------------ | ----- |
| 1    | Norvegia   | Synnøve Solemdal Fanny Horn Tiril Eckhoff Marte Olsbu                    |       |
| 2    | Francia    | Justine Braisaz Anaïs Bescond Anaïs Chevalier Marie Dorin                |       |
| 3    | Germania   | Franziska Preuß Franziska Hildebrand Maren Hammerschmidt Laura Dahlmeier |       |
| 4    | Polonia    | Magdalena Gwizdoń Monika Hojnisz Weronika Nowakowska Krystyna Pałka      |       |
| 5    | Ucraina    | Valentyna Semerenko Iryna Varvynec' Olena Pidhrušna Julija Džyma         |       |
| 6    | Rep. Ceca  | Jessica Jislová Gabriela Soukalová Lucie Charvátová Veronika Vítková     |       |
| 7    | Italia     | Lisa Vittozzi Karin Oberhofer Alexia Runggaldier Dorothea Wierer         |       |
| 8    | Kazakistan | Galina Višnevskaja Dar'ja Usanova Anna Kistanova Alina Rajkova           |       |
| 9    | Slovenia   | Teja Gregorin Andreja Mali Anja Eržen Urška Poje                         |       |
| 10   | Svezia     | Anna Magnusson Mona Brorsson Ingela Andersson Linn Persson               |       |

11 marzo

### Misto

#### Staffetta 2x6 km + 2x7,5 km
| Pos. | Nazione     | Atleti                                                               | Tempo     |
| ---- | ----------- | -------------------------------------------------------------------- | --------- |
| 1    | Francia     | Anaïs Bescond Marie Dorin Quentin Fillon Maillet Martin Fourcade     | 1:14:01,0 |
| 2    | Germania    | Franziska Preuß Franziska Hildebrand Arnd Peiffer Simon Schempp      | 1:14:05,3 |
| 3    | Norvegia    | Marte Olsbu Tiril Eckhoff Johannes Thingnes Bø Tarjei Bø             | 1:14:15,4 |
| 4    | Ucraina     | Valentyna Semerenko Olena Pidhrušna Serhij Semenov Dmytro Pidručnyj  | 1:14:30,8 |
| 5    | Austria     | Dunja Zdouc Lisa Hauser Simon Eder Dominik Landertinger              | 1:15:08,1 |
| 6    | Rep. Ceca   | Veronika Vítková Gabriela Soukalová Michal Šlesingr Michal Krčmář    | 1:15:24,3 |
| 7    | Russia      | Ekaterina Šumilova Ekaterina Jurlova Evgenij Garaničev Anton Šipulin | 1:15:33,9 |
| 8    | Italia      | Dorothea Wierer Karin Oberhofer Lukas Hofer Dominik Windisch         | 1:15:56,4 |
| 9    | Bielorussia | Nadzeja Skardzina Iryna Kryŭko Uladzimir Čapelin Aljaksandr Darožka  | 1:16:10,1 |
| 10   | Stati Uniti | Susan Dunklee Hannah Dreissigacker Lowell Bailey Sean Doherty        | 1:16:20,6 |

3 marzo

## Medagliere per nazioni
| Pos. | Nazione   | Oro | Argento | Bronzo | Totale |
| ---- | --------- | --- | ------- | ------ | ------ |
| 1    | Francia   | 6   | 4       | 1      | 11     |
| 2    | Norvegia  | 4   | 2       | 3      | 9      |
| 3    | Germania  | 1   | 3       | 3      | 7      |
| 4    | Austria   | 0   | 1       | 1      | 2      |
| 5    | Italia    | 0   | 1       | 0      | 1      |
| 6    | Canada    | 0   | 0       | 1      | 1      |
| 6    | Finlandia | 0   | 0       | 1      | 1      |
| 6    | Ucraina   | 0   | 0       | 1      | 1      |